# Hans Baur (Manager)

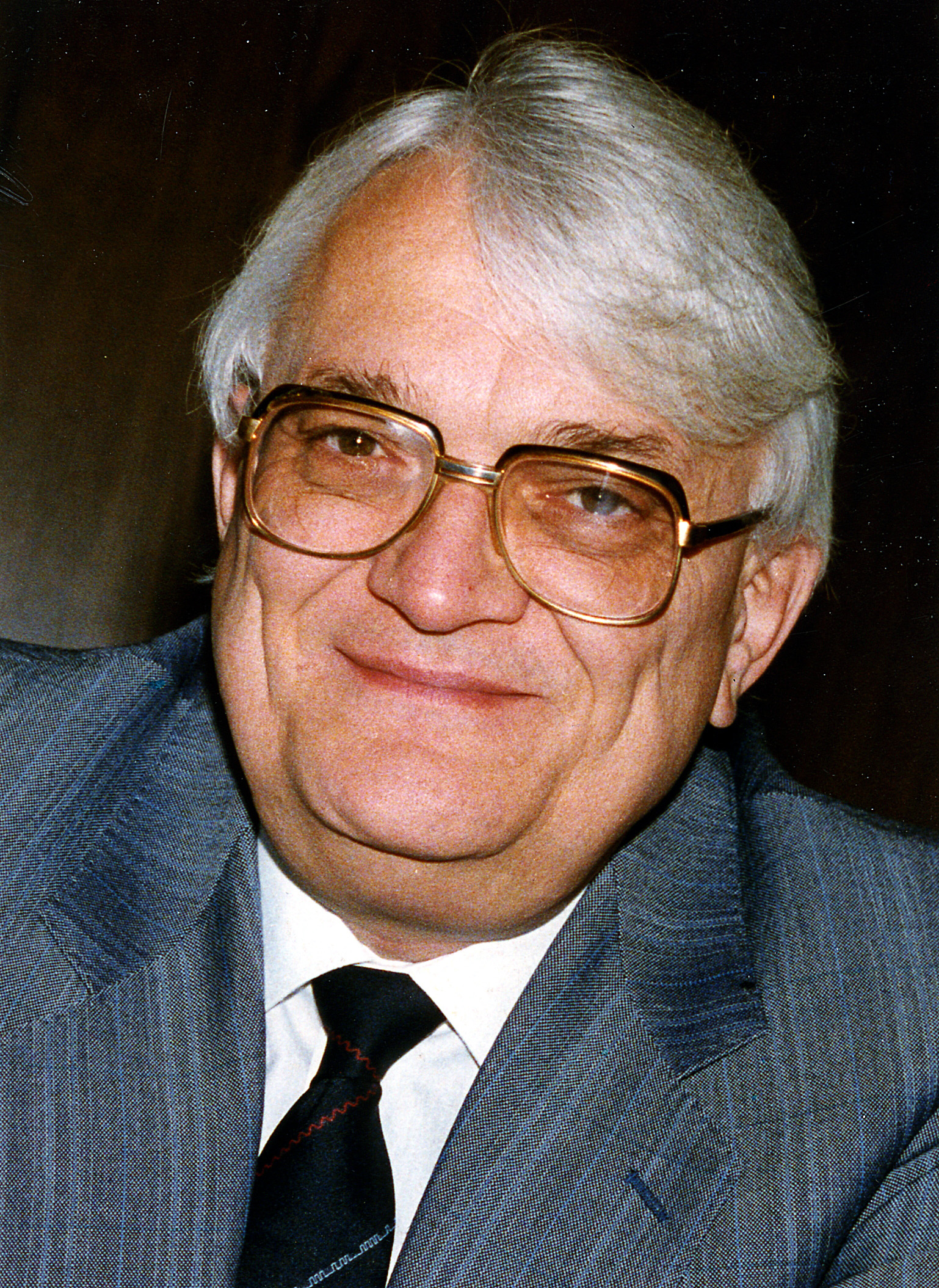
Hans Baur, 1985

Hans Baur (* 14. Februar 1929 in Plochingen; † 19. Februar 2020 in Starnberg) war ein Vorstandsmitglied der Siemens AG.

## Biografie
Baur absolvierte ein Studium der Ingenieurwissenschaften in Stuttgart. Während seines Studiums schloss er sich 1950 dem Stuttgarter Wingolf sowie 1961 dem Münchener Wingolf an. Sein Vater Robert Baur (Dekan in Böblingen) und sein Bruder Friedrich Baur waren ebenfalls im Wingolf aktiv. Im Vorstand des deutschen Technologiekonzerns Siemens war der promovierte Ingenieur Hans Baur zuständig für den Bereich Nachrichtentechnik. Durch den Aufbau und die technologische Weiterentwicklung nationaler und internationaler Nachrichtennetze hat er sich einen Ruf als Pionier der Technik- wie auch Marktentwicklung auf diesem Gebiet erarbeitet.
Zu seinen Hauptanliegen gehörten u. a. Digitalisierung und Vermittlungstechnik („Elektronisches Wahlsystem/digital“ – EWS-D), Paketvermittlung und ISDN. Auch der Bereich der Verteidigungselektronik fiel in sein Ressort.
Als „Sachverständiger auf dem Gebiet des Nachrichtenwesens“ gehörte Baur in den 1980er-Jahren auch dem Verwaltungsrat, d. h. dem Kontrollgremium, des damaligen Staatsunternehmens Deutsche Bundespost an. Im Jahr 1993 wurde er zum Aufsichtsratsvorsitzenden der Siemens-Nixdorf Informationssysteme AG gewählt und löste Hermann Franz ab. Im März 1994 schied er aus dem Siemens-Vorstand in den Ruhestand aus.
Im Jahr 2000 würdigte der Verband der Elektrotechnik, Elektronik und Informationstechnik (VDE) Hans Baurs Lebenswerk mit der Ehrenmitgliedschaft, da er durch „sein Engagement die Weichen für die Zukunft der computergesteuerten, elektronischen Vermittlungssysteme“ gestellt habe. Sein Bruder Friedrich Baur war ebenfalls Vorstand der Siemens AG. Hans Baur starb im Februar 2020 im Alter von 91 Jahren in Starnberg.

## Veröffentlichungen
- Innovation und Bedarf – eine Herausforderung für die Informations- und Kommunikationsindustrie, in: Peter Zocher (Hrsg.): Herausforderungen für die Informationstechnik, Springer Verlag, Berlin und Heidelberg, 1993, S. 41–60.
- Strategisch bedeutsame Trends in der Telekommunikation und ihre Konsequenzen für die Planung einer zukunftsweisenden Telekommunikations-Infrastruktur, in: 2. Internationales Management-Symposium „Erfolgsfaktor Information“ – Dokumentation, Frankfurt, 1988, S. 87–110.